# 中山律希
中山 律希（なかやま りつき、2002年1月10日 - ）は、ジャパンラグビーリーグワン静岡ブルーレヴズに所属するラグビー選手。

## プロフィール
- 大阪府出身[1]。
- ポジションはプロップ(PR)。
- 身長 169 cm、体重 108 kg

## 略歴
中学2年生からラグビーを始めた。
2020年、天理高校卒業後、明治大学に入る。なお天理高校時代、高校日本代表に選ばれたことがある。
2024年、アーリーエントリーで静岡ブルーレヴズに加入。